# Atlapetes personatus
Atlapetes personatus е вид птица от семейство Овесаркови (Emberizidae).

## Разпространение
Видът е разпространен в Бразилия, Венецуела и Гвиана.